# Premier tour des éliminatoires de la zone Asie de la Coupe du monde de football 2018
Cet article donne les résultats du premier tour de la zone Asie pour les éliminatoires de la Coupe du monde 2018.

## Format
Au premier tour, les douze pays les moins bien classés au Classement FIFA pour cette zone s'affrontent deux par deux en match aller-retour. Les six vainqueurs accèdent au deuxième tour.
Les matchs se déroulent en mars 2015.

## Tirage au sort
Le tirage au sort a été effectué le 10 février 2015.
Les équipes ont été divisées dans deux groupes, les têtes de séries et les non-tête de séries, déterminées par le Classement FIFA de décembre 2014, entre parenthèses dans le tableau ci-dessous. Lors du tirage, aucune équipe d'un groupe ne peut affronter une autre équipe du même groupe.
| Tête de série | Non-tête de série                                                                                  |
| --- | -------------------------------------------------------------------------------------------------- |
| 1. Inde (171) 2. Sri Lanka (172) 3. Yémen (176) 4. Cambodge (179) 5. Taipei chinois (182) 6. Timor oriental (185) | 1. Népal (186) 2. Macao (187) 3. Pakistan (188) 4. Mongolie (194) 5. Brunei (198) 6. Bhoutan (209) |

## Matchs
| Équipe 1        | Résultat | Équipe 2 | Aller | Retour |
| --------------- | -------- | -------- | ----- | ------ |
| Cambodge        | 4 - 1    | Macao    | 3 - 0 | 1 - 1  |
| Taïwan          | 2 - 1    | Brunei   | 0 - 1 | 2 - 0  |
| Inde            | 2 - 0    | Népal    | 2 - 0 | 0 - 0  |
| Sri Lanka       | 1 - 3    | Bhoutan  | 0 - 1 | 1 - 2  |
| *Timor oriental | 0 - 6    | Mongolie | 0 - 3 | 3 - 0  |
| Yémen           | 3 - 1    | Pakistan | 3 - 1 | 0 - 0  |

- Le Timor-Oriental passe le premier tour sur le score cumulé de 5–1 (4-1 et 0-1) face à la Mongolie en mars 2015. Cependant en 2017, soit plus d'un an après la double confrontation, la FIFA donne la victoire sur tapis vert à la Mongolie (0-3 et 3–0). En effet, le Timor-Oriental avait aligné plusieurs joueurs brésiliens non-éligibles, en falsifiant leurs papiers. Toutefois, le second tour de qualification ayant déjà été joué par le Timor-Oriental au moment des sanctions de la FIFA, la Mongolie ne sera pas réintégrée[1].

## Résultats
| 12 mars 2015  | Cambodge                           | 3 - 0   | Macao     | Army Stadium, Phnom Penh                    |                                             |
| 16h00 (21h00) | Vathanaka 64e 81e · Laboravy 90+4e | (0 - 0) |           | Spectateurs : 8 000 Arbitrage : Ho Wai Sing | Spectateurs : 8 000 Arbitrage : Ho Wai Sing |
| 16h00 (21h00) |                                    | Rapport | 69e Matos | Spectateurs : 8 000 Arbitrage : Ho Wai Sing | Spectateurs : 8 000 Arbitrage : Ho Wai Sing |

| 17 mars 2015 | Macao            | 1 - 1   | Cambodge | Macau Olympic Complex, Macao                      |                                                   |
| 20h00 UTC+8  | Leong 52e (pen.) | (0 - 1) | 28e Bin  | Spectateurs : 1 000 Arbitrage : Yacoob Abdul Baki | Spectateurs : 1 000 Arbitrage : Yacoob Abdul Baki |
| 20h00 UTC+8  |                  | Rapport | 68e Ngoy | Spectateurs : 1 000 Arbitrage : Yacoob Abdul Baki | Spectateurs : 1 000 Arbitrage : Yacoob Abdul Baki |

Après le cumul des scores des deux matchs, le Cambodge passe au deuxième tour sur le score de 4-1.
| 12 mars 2015 | Taïwan   | 0 - 1   | Brunei                     | Stade national, Kaohsiung                       |                                                 |
| 19h00 UTC+8  |          | (0 - 1) | 36e Said                   | Spectateurs : 6 273 Arbitrage : Rowan Arumughan | Spectateurs : 6 273 Arbitrage : Rowan Arumughan |
| 19h00 UTC+8  | Chen 15e | Rapport | 5e Ali Rahman · 62e Hassan | Spectateurs : 6 273 Arbitrage : Rowan Arumughan | Spectateurs : 6 273 Arbitrage : Rowan Arumughan |

| 17 mars 2015 | Brunei                               | 0 - 2   | Taïwan             | Stade du Sultan Hassanal Bolkiah, Bandar Seri Begawan |                                                   |
| 20h15 UTC+8  |                                      | (0 - 1) | 37e Wang · 53e Chu | Spectateurs : 18 000 Arbitrage : Turki Al-Khudair     | Spectateurs : 18 000 Arbitrage : Turki Al-Khudair |
| 20h15 UTC+8  | Rahman 58e · Othman 69e · Zahari 77e | Rapport | 61e Wang           | Spectateurs : 18 000 Arbitrage : Turki Al-Khudair     | Spectateurs : 18 000 Arbitrage : Turki Al-Khudair |

Après le cumul des scores des deux matchs, Taïwan passe au deuxième tour sur le score de 2-1.
| 12 mars 2015  | Inde               | 2 – 0   | Népal              | Indira Gandhi Athletic Stadium, Guwahati     |                                              |
| 19h00 (22h30) | Chhetri 53e 71e    | (0 - 0) |                    | Spectateurs : 11 200 Arbitrage : Aziz Asimov | Spectateurs : 11 200 Arbitrage : Aziz Asimov |
| 19h00 (22h30) | Kotal 6e · Dey 57e | Rapport | 7e Thepa · 77e Rai | Spectateurs : 11 200 Arbitrage : Aziz Asimov | Spectateurs : 11 200 Arbitrage : Aziz Asimov |

| 17 mars 2015  | Népal      | 0 – 0   | Inde                               | Stade Dasarath Rangasala, Katmandou              |                                                  |
| 15h30 (19h15) |            | (0 - 0) |                                    | Spectateurs : 10 500 Arbitrage : Khamis Al-Marri | Spectateurs : 10 500 Arbitrage : Khamis Al-Marri |
| 15h30 (19h15) | Khawas 71e | Rapport | 20e Lyngdoh · 82e Lobo · 56e Singh | Spectateurs : 10 500 Arbitrage : Khamis Al-Marri | Spectateurs : 10 500 Arbitrage : Khamis Al-Marri |

Après le cumul des scores des deux matchs, l'Inde passe au deuxième tour sur le score de 2-0.
| 12 mars 2015  | Sri Lanka  | 0 – 1   | Bhoutan                    | Sugathadasa Stadium, Colombo            |                                         |
| 15h00 (18h00) |            | (0 - 0) | 84e T. Dorji               | Spectateurs : 3 500 Arbitrage : Fu Ming | Spectateurs : 3 500 Arbitrage : Fu Ming |
| 15h00 (18h00) | Eranga 21e | Rapport | 41e Gyeltshen · 87e Dorjee | Spectateurs : 3 500 Arbitrage : Fu Ming | Spectateurs : 3 500 Arbitrage : Fu Ming |

| 17 mars 2015  | Bhoutan                       | 2 – 1   | Sri Lanka    | Stade Changlimithang, Thimphu                   |                                                 |
| 16h00 (20h00) | Gyeltshen 5e 90e              | (1 - 1) | 34e Zarwan   | Spectateurs : 15 000 Arbitrage : Marai Al Awaji | Spectateurs : 15 000 Arbitrage : Marai Al Awaji |
| 16h00 (20h00) | U. Dorgi 25e · Tshering 90+3e | Rapport | 81e Sanjeewa | Spectateurs : 15 000 Arbitrage : Marai Al Awaji | Spectateurs : 15 000 Arbitrage : Marai Al Awaji |

Après le cumul des scores des deux matchs, le Bhoutan passe au deuxième tour sur le score de 3-1.
| 12 mars 2015  | Timor oriental                        | *0 – 3  | Mongolie                     | Stade national du Timor oriental, Dili           |                                                  |
| 16h00 (23h00) | Chiquito 4e 7e · Silva 84e · Neto 85e | (0 - 3) | 87e Erkhembayar              | Spectateurs : 9 000 Arbitrage : Sivakorn Pu-udom | Spectateurs : 9 000 Arbitrage : Sivakorn Pu-udom |
| 16h00 (23h00) | Oliveira 13e                          | Rapport | 27e Enkhjargal · 51e Ganbold | Spectateurs : 9 000 Arbitrage : Sivakorn Pu-udom | Spectateurs : 9 000 Arbitrage : Sivakorn Pu-udom |

| 17 mars 2015  | Mongolie                                    | *3 – 0  | Timor oriental | MFF Football Centre, Oulan-Bator        |                                         |
| 16h00 (22h00) |                                             | (3 - 0) | 9e Fabiano     | Spectateurs : 5 000 Arbitrage : Di Wang | Spectateurs : 5 000 Arbitrage : Di Wang |
| 16h00 (22h00) | Batmunkh 56e · Enkhjargal 58e · Ganbold 68e | Rapport | 41e Rangel     | Spectateurs : 5 000 Arbitrage : Di Wang | Spectateurs : 5 000 Arbitrage : Di Wang |

Après le cumul des scores des deux matchs, le Timor-Oriental passe au deuxième tour sur le score de 5-1. Cependant en 2017, la FIFA donne la victoire sur tapis vert à la Mongolie (0-3 et 3–0). Le Timor-Oriental avait aligné plusieurs joueurs brésiliens non-éligibles, en falsifiant leurs papiers. Le second tour de qualification ayant déjà été joué par le Timor-Oriental, la Mongolie ne sera pas réintégrée.
| 12 mars 2015  | Yémen                                   | 3 – 1   | Pakistan              | Grand Hamad Stadium, Doha ( Qatar)              |                                                 |
| 18h30 (19h30) | Al-Matari 3e · Boqhan 57e · Al-Sasi 69e | (1 - 0) | 67e (pen.) Bashir     | Spectateurs : 300 Arbitrage : Mohammad Abu Loum | Spectateurs : 300 Arbitrage : Mohammad Abu Loum |
| 18h30 (19h30) | Al-Jarshi 33e · Abdurabu 65e            | Rapport | 21e Bilal · 68e Ullah | Spectateurs : 300 Arbitrage : Mohammad Abu Loum | Spectateurs : 300 Arbitrage : Mohammad Abu Loum |

| 23 mars 2015  | Pakistan              | 0 – 0   | Yémen        | Khalifa Sports City Stadium, Madinat 'Isa ( Bahreïn) |                                              |
| 13h30 (14h30) |                       | (0 - 0) |              | Spectateurs : 2 200 Arbitrage : Ali Al-Qaysi         | Spectateurs : 2 200 Arbitrage : Ali Al-Qaysi |
| 13h30 (14h30) | Ahmed 37e · Ullah 75e | Rapport | 90e Abdurabu | Spectateurs : 2 200 Arbitrage : Ali Al-Qaysi         | Spectateurs : 2 200 Arbitrage : Ali Al-Qaysi |

Après le cumul des scores des deux matchs, le Yémen passe au deuxième tour sur le score de 3-1.